# Wayob
Wayob é o plural de way (ou uay), uma palavra maia com um significado básico de 'dormir/dormindo', mas que em maia iucateco é um termo que denota especificamente o nagual mesoamericano, ou seja, uma pessoa que pode se transformar em um animal enquanto dorme para causar danos, ou então a própria transformação animal resultante. Já na crença maia clássica, animais way, identificáveis por um hieróglifo especial, tinham um papel importante a desempenhar.

## Etnografia maia
Na etnografia iucateca, a transformação animal envolvida é geralmente um animal doméstico ou domesticado comum, mas também pode ser um fantasma ou aparição, por exemplo, 'uma criatura com asas de esteiras de palha'. Além disso, no século XVI, animais selvagens como o jaguar e a raposa cinzenta são mencionados como formas animais do feiticeiro, juntamente com o ah uaay xibalba ou 'transformador do submundo'. Algum tipo de "pacto com o diabo" parece estar implícito. O way iucateca tem suas contrapartes entre outros grupos maias. Na etnografia tsotsil, o way (aqui chamado wayihel ou chanul) é mais frequentemente um companheiro animal e se refere não apenas a animais domésticos, mas também a poderes ígneos como meteoros e relâmpagos. Na Cancuc tsestal, o companheiro animal nagual é considerado um 'causador de doenças'. Outros nomes encontrados são: lab, labil, wayixelal ou vayixelal, wayxel ou wayjel.

## No Período Clássico

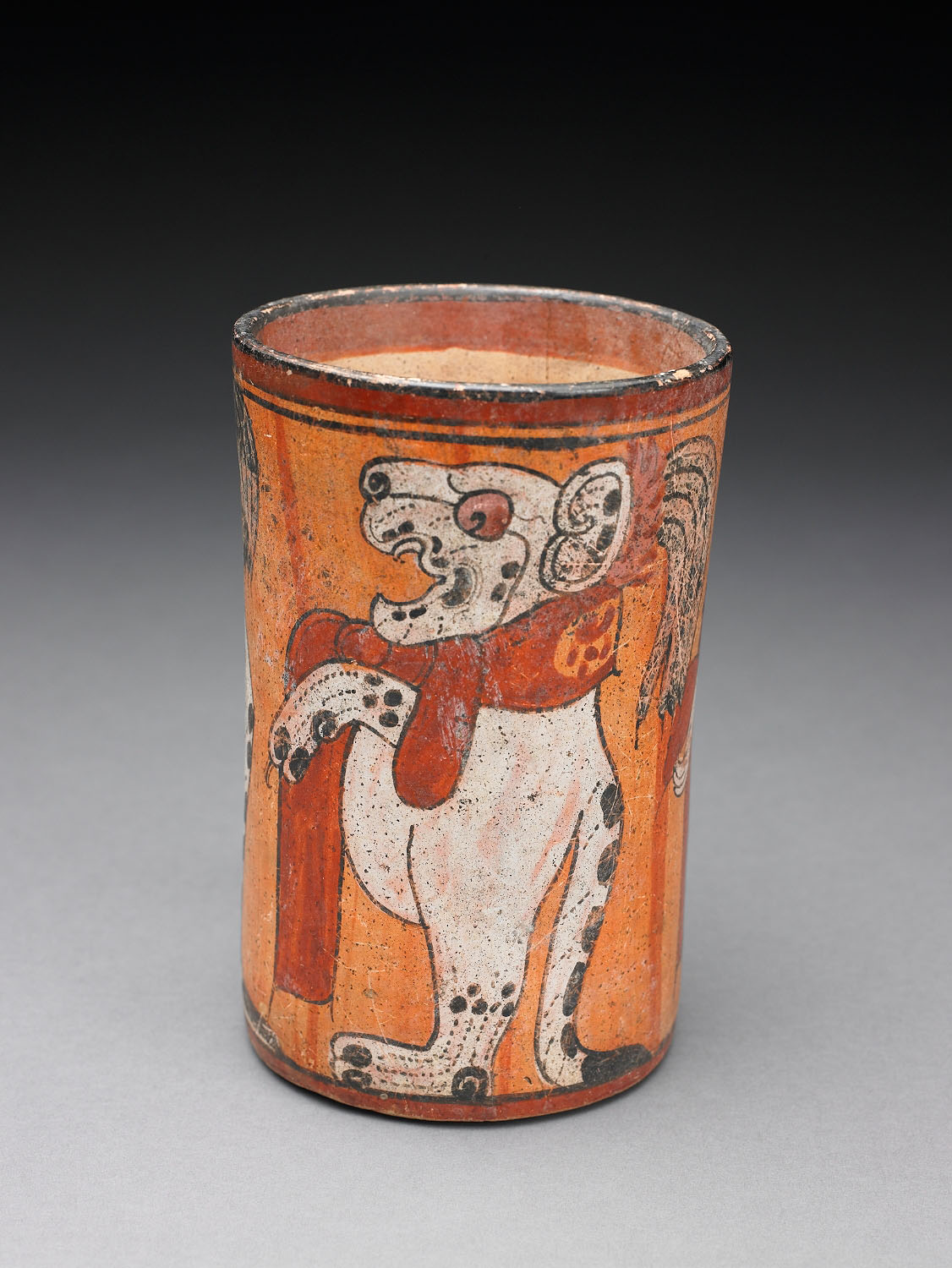
Jaguar way com cachecol (século VIII)

Um hieróglifo maia clássico é lido way (wa-ya) por Houston e Stuart. Esses autores afirmam que um glifo representando um rosto frontal estilizado de 'Ahau' meio coberto por uma pele de onça representa o way, com elementos silábicos wa e ya anexados ao signo principal esclarecendo seu significado. Muitos animais way distinguem-se por (i) capa nos ombros ou cachecol amarrado na frente; (ii) manchas de onça ou outras características do jaguar; (iii) o atributo de um 'jarro de escuridão' virado para cima; e (iv) elementos de fogo. Os wayob clássicos incluem uma gama muito mais ampla de formas do que as de Iucatã do século XX (na medida em que estas últimas foram relatadas), com nomes específicos atribuídos a cada uma delas. Eles incluem não apenas muitos mamíferos (especialmente onças) e pássaros, mas também aparições e fantasmas: híbridos de veados e macacos-aranha, esqueletos ambulantes, um homem wayob que se autodecapita, um jovem dentro de uma fogueira, etc.
Às vezes, o nome do way é seguido por um 'glifo emblema' que dá o nome de um reino maia específico (ou talvez de sua família governante). O way esqueletal proeminente em uma parede de estuque de Toniná carrega a cabeça decepada de um oponente derrotado.